# Aotus lemurinus
Aotus lemurinus là một loài động vật có vú trong họ Aotidae, bộ Linh trưởng. Loài này được I. Geoffroy mô tả năm 1843.

## Hình ảnh

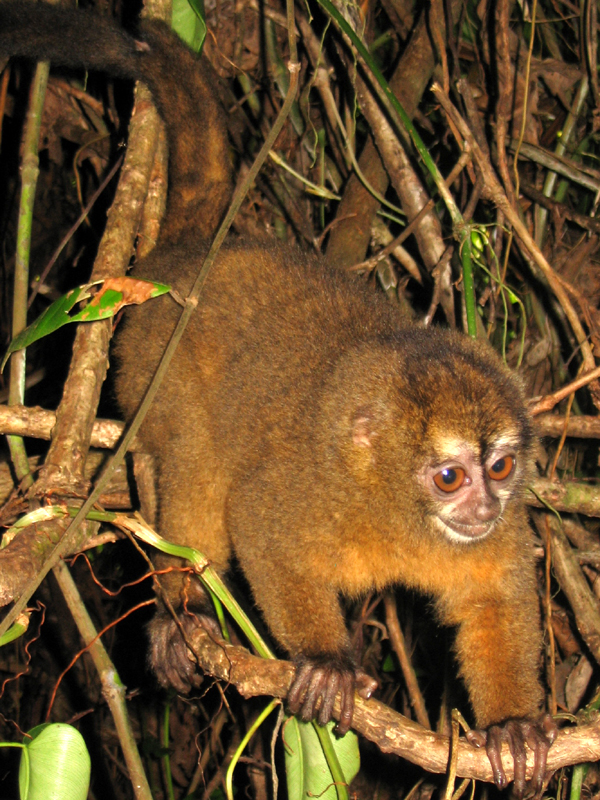
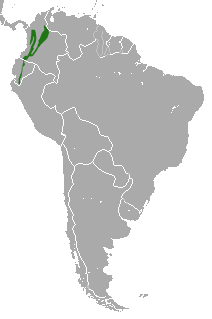
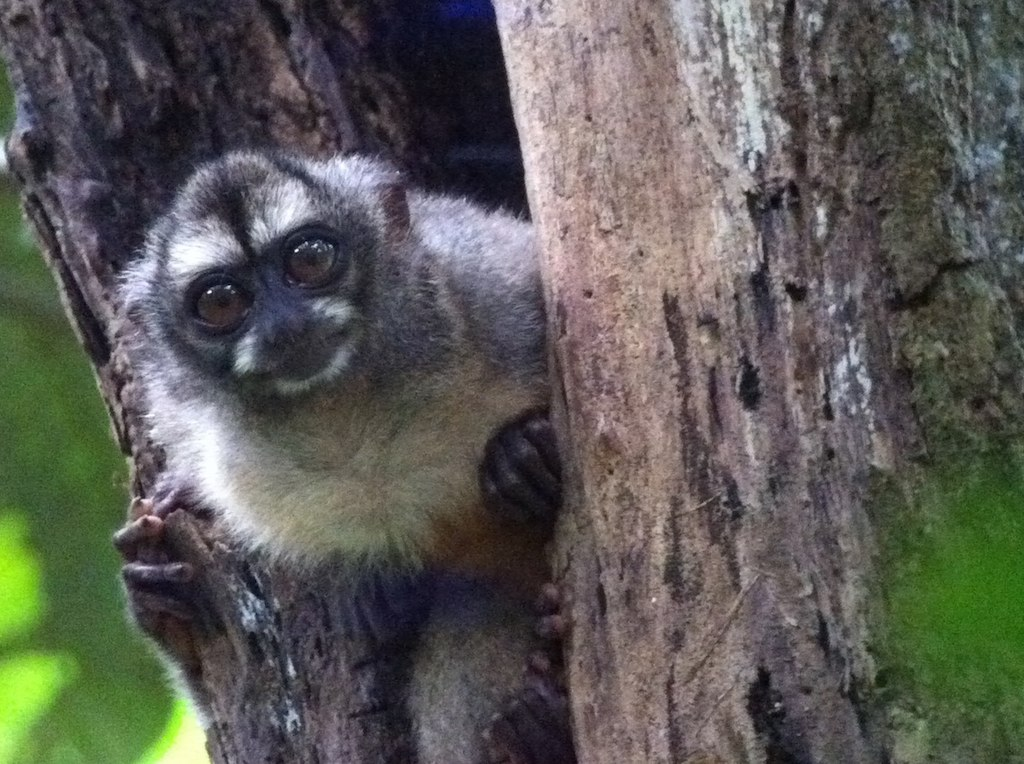